# Fontaine-lès-Clercs
Fontaine-lès-Clercs è un comune francese di 304 abitanti situato nel dipartimento dell'Aisne della regione dell'Alta Francia.

## Società

### Evoluzione demografica
Abitanti censiti